# Theta Cephei
Theta Cephei (θ Cep, θ Cephei) ist ein Stern des nördlich zirkumpolaren Sternbildes Kepheus, er trägt auch den Namen Al Kidr.
Der 4,2 mag helle Theta Cephei liegt ca. 12° westlich von Alpha Cephei (Alderamin), hinter Eta Cephei, und leuchtet in einer Entfernung von ca. 136 Lichtjahren.